# طوطی درخشان نقاب‌دار
طوطی درخشان نقاب‌دار (نام علمی: Prosopeia personata) که با نام‌های طوطی نقابدار، طوطی مُشک نقاب‌دار یا طوطی مشک سینه‌زرد نیز شناخته می‌شود، گونه‌ای از طوطی‌ها از خانواده طوطیان سبز است. بومی ویتی لوو در فیجی است. زیستگاه‌های طبیعی آن جنگل‌های دشت نمناک نیمه‌گرمسیری یا گرمسیری، جنگل‌های حرای نیمه‌گرمسیری یا گرمسیری، جنگل‌های کوهستانی نمناک نیمه‌گرمسیری یا گرمسیری، زمین قابل کشت و باغ‌های روستایی است. از دست دادن زیستگاه آن را تهدید می‌کند.